# Sistema elettrico della Stazione spaziale internazionale

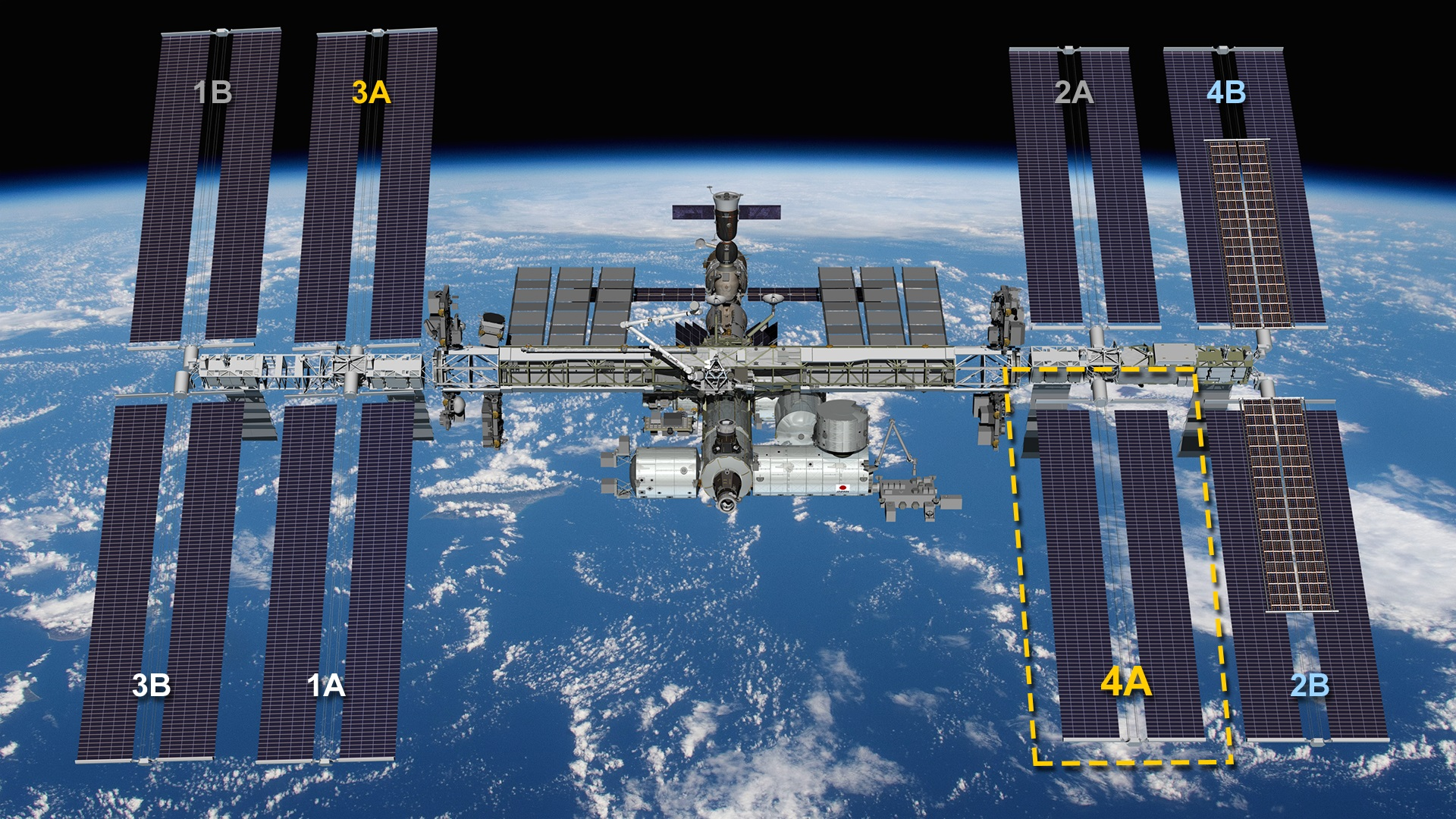
Un render della ISS con i 4 pannelli solari vecchi e, sulla destra, il primo dei 4 nuovi pannelli iROSA, costituito da due SAW. Sono presenti anche le etichette dei canali di alimentazione.

Il sistema elettrico della Stazione spaziale internazionale è una parte critica della Stazione spaziale internazionale (ISS) poiché consente il funzionamento dei sistemi essenziali di supporto vitale, il funzionamento sicuro della stazione, il funzionamento delle attrezzature scientifiche, oltre a migliorare il comfort dell'equipaggio. Il sistema elettrico della ISS utilizza celle solari per convertire direttamente la luce solare in elettricità. Un gran numero di celle è assemblato in array (pannelli) per produrre alti livelli di potenza. Questo metodo di sfruttamento dell'energia solare è chiamato fotovoltaico.
Il processo di raccolta della luce solare, conversione in elettricità e gestione e distribuzione di questa elettricità genera calore in eccesso che può danneggiare le apparecchiature spaziali. Questo calore deve essere eliminato per un funzionamento affidabile della stazione spaziale in orbita. Il sistema di alimentazione della ISS utilizza radiatori per dissipare il calore lontano dalla stazione. I radiatori sono protetti dalla luce solare e orientati verso il freddo vuoto dello spazio profondo.

## Pannelli solari

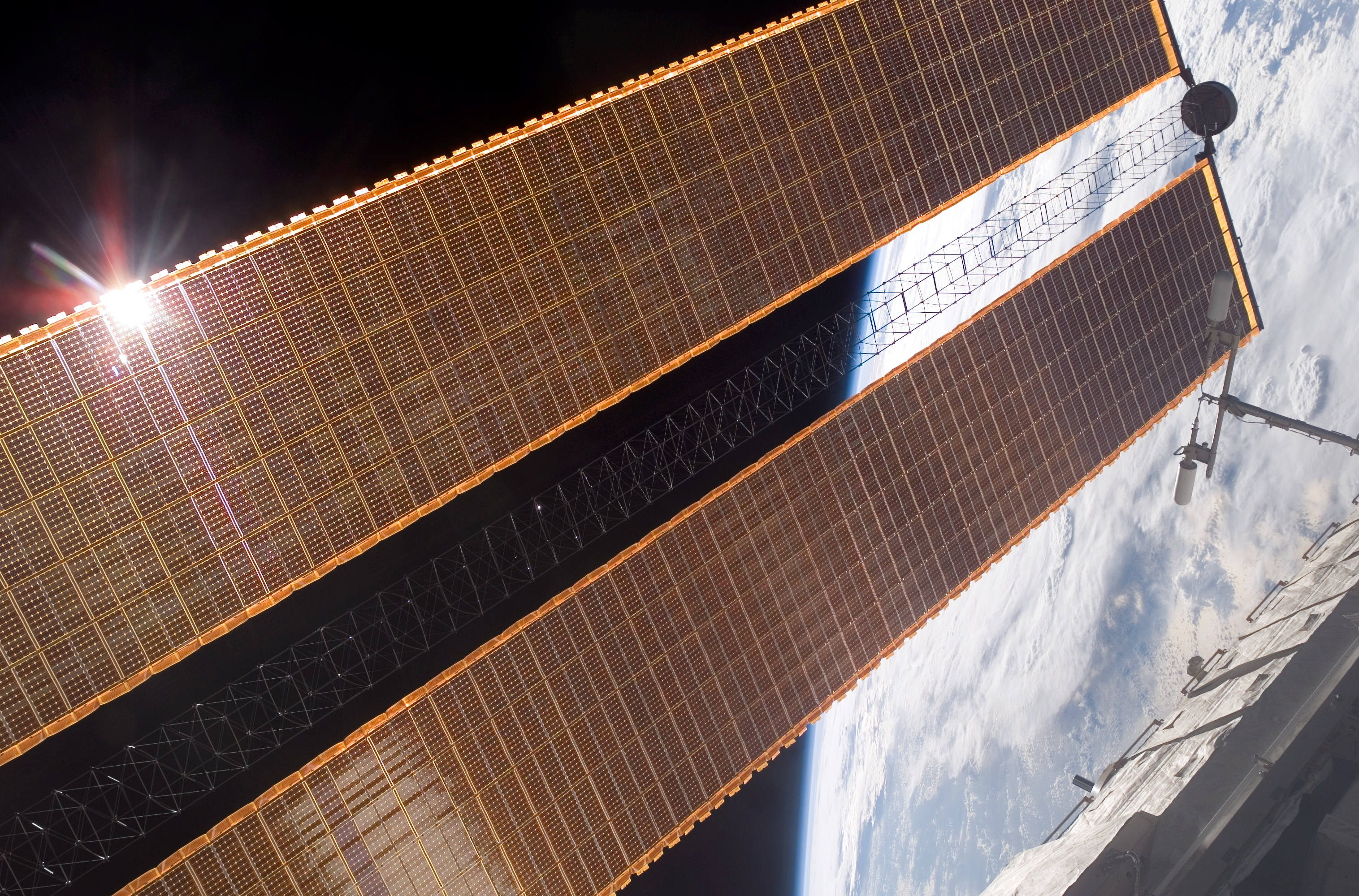
Un pannello solare (SAW), costituito da due "teli"

Un pannello solare è costituito da due "ali" (Solar Array Wing, SAW) e a sua volta una ala è composta da due "teli" retrattili di celle solari con un albero tra di loro. Le ali dei pannelli della ISS sono le più grandi mai dispiegate nello spazio; ognuna pesa oltre 1890 kg e utilizza quasi 33.000 celle solari, ciascuna di 8 cm2 con 4.100 diodi. Quando completamente estesa, ciascuna è lunga 35 m e larga 12 m. Ogni SAW è in grado di generare quasi 31 kilowatt di potenza in corrente continua. Quando retratta, ogni ala si ripiega fino ad avere un'altezza di 51 cm e una lunghezza di 4,57 m. Complessivamente, le otto ali dei pannelli della ISS possono generare circa 240 kilowatt alla luce diretta del sole, o circa 84-120 kilowatt di potenza media (alternando tra luce solare e ombra).
I pannelli solari normalmente seguono il Sole, con il giunto cardanico alpha utilizzato come rotazione primaria per seguire il Sole mentre la stazione spaziale si muove attorno alla Terra, e il giunto cardanico beta utilizzato per regolare l'angolo dell'orbita della stazione spaziale rispetto all'eclittica. Vengono utilizzate diverse modalità per seguire il Sole, che vanno dal completo inseguimento del Sole, alla modalità di riduzione della resistenza aerodinamica (modalità night glider e Sun slicer), fino a una modalità di massimizzazione della resistenza utilizzata per abbassare l'altitudine della ISS.
Nel tempo le celle fotovoltaiche delle ali si sono degradate, essendo state progettate per una durata di 15 anni. Questo è particolarmente rilevante con i primi pannelli lanciati sulla ISS con i segmenti P6 e P4 dell'Integrated Truss Structure (ITS) nel 2000 (STS-97) e 2006 (STS-115). Nel 2007 l'STS-117 ha consegnato il segmento S4 e alcuni pannelli solari. L'STS-119 ha consegnato il segmento S6 insieme al quarto set di pannelli solari e batterie alla stazione nel marzo 2009.

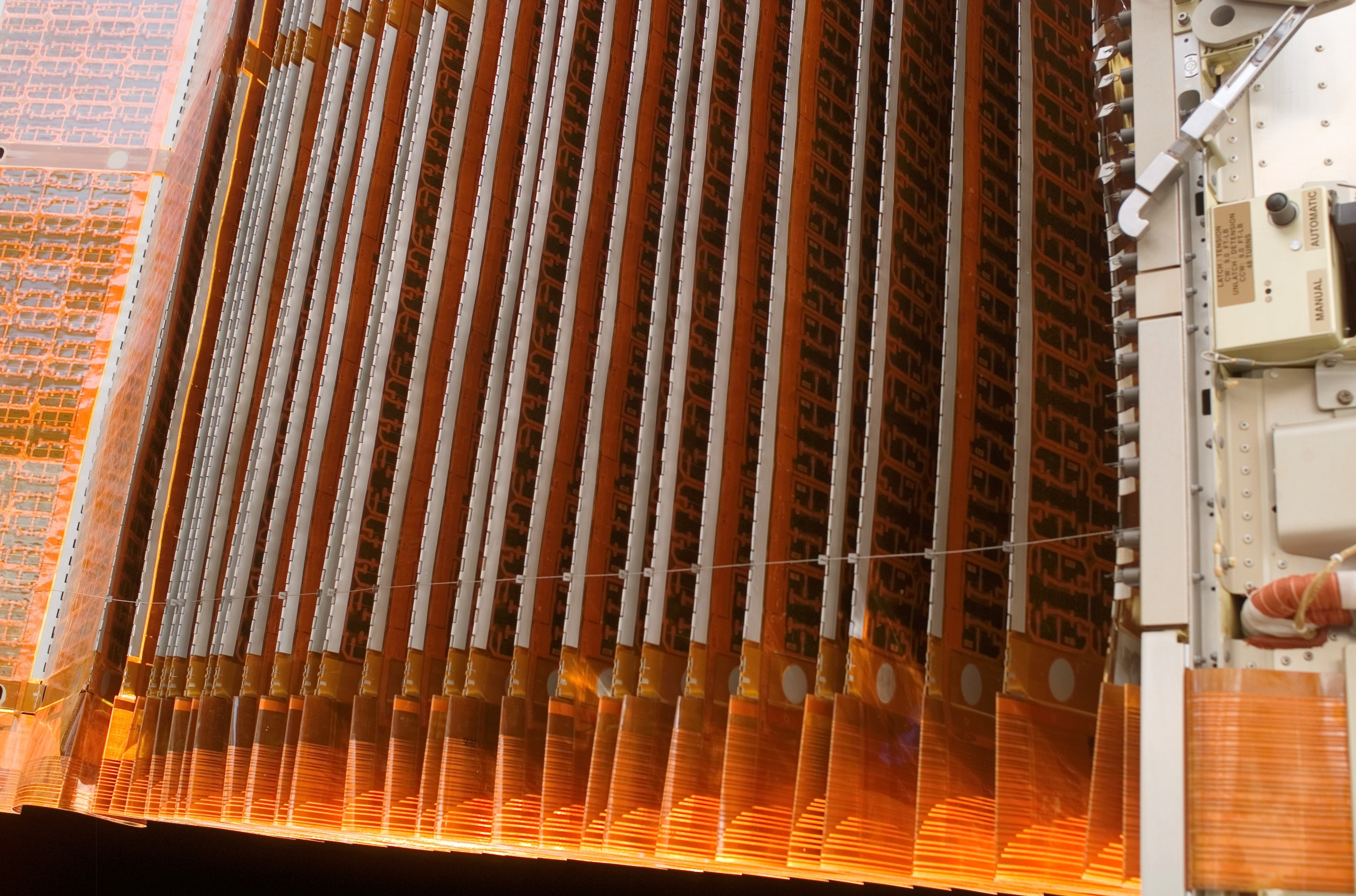
Un SAW prima del dispiegamento

Per potenziare il sistema ormai degradato, la NASA ha lanciato tre coppie del Roll Out Solar Array della ISS (IROSA) su tre lanci cargo della navicella Cargo Dragon da inizio giugno 2021 a inizio giugno 2023, SpaceX CRS-22, SpaceX CRS-26 e SpaceX CRS-28. Questi pannelli sono stati dispiegati davanti ai vecchi pannelli solari e coprono due terzi della lunghezza dei vecchi pannelli. Il lavoro per installare gli IROSA è stato iniziato dagli astronauti della Expedition 64 alla fine di febbraio 2021. Dopo che la prima coppia di pannelli era stata consegnata all'inizio di giugno 2021, l'attività extraveicolare (EVA) del 16 giugno svolta dagli astronauti Shane Kimbrough e Thomas Pesquet della Expedition 65 per posizionare un IROSA sul canale di alimentazione 2B e sull'albero del Segmento P6 si è conclusa in anticipo a causa di difficoltà tecniche con il dispiegamento del pannello.
L'EVA del 20 giugno 2021 ha visto il primo dispiegamento riuscito di un IROSA e il collegamento al sistema elettrico della stazione. L'EVA del 25 giugno ha visto gli astronauti installare e dispiegare con successo il secondo IROSA sull'albero del canale 4B, dal lato opposto al primo IROSA. La coppia successiva di pannelli è stata lanciata il 26 novembre 2022.

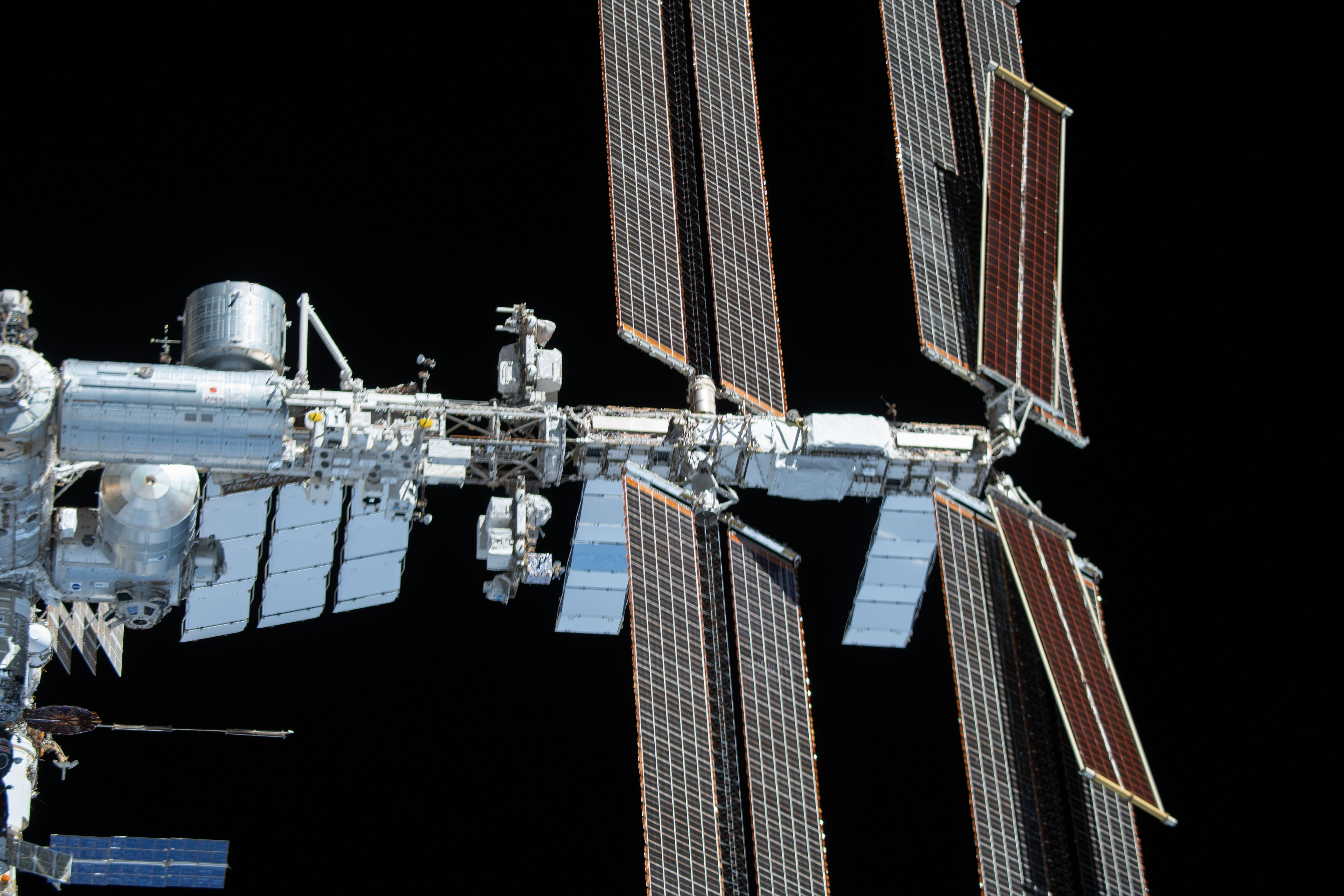
Dei pannelli iRosa montati davanti ai vecchi pannelli della iss, fotografati nel 2021

Gli astronauti Josh Cassada e Frank Rubio della Expedition 68 hanno installato rispettivamente il 3 e il 22 dicembre 2022 un pannello sul canale di alimentazione 3A e sull'albero del segmento S4, e uno sul canale 4A e sull'albero del segmento P4.
La terza coppia di pannelli è stata lanciata il 5 giugno 2023. Il 9 giugno, gli astronauti Stephen Bowen e Warren Hoburg della Expedition 69 hanno installato il quinto IROSA sul canale di alimentazione 1A e sull'albero del segmento S4. Il 15 giugno, Bowen e Hoburg hanno installato il sesto IROSA sul canale di alimentazione 1B e sull'albero del segmento S6.
L'installazione dell'ultima coppia di IROSA, il settimo e l'ottavo, sui canali 2A e 3B nei segmenti P4 e S6, è prevista nel 2025.

## Batterie
Poiché la stazione non si trova sempre alla luce diretta del sole, si affida a batterie agli ioni di litio (Li-ion) ricaricabili (inizialmente batteria al nichel idrogeno, NiH2) per fornire energia continua durante la parte di "eclissi" dell'orbita (35 minuti ogni 90 minuti di orbita).
Ogni gruppo batteria, situati sui segmenti S4, P4, S6 e P6, è composto da 24 celle agli ioni di litio e dall'attrezzatura elettrica e meccanica associata. Ogni gruppo batteria ha una capacità nominale di 110 Ah (originariamente 81 Ah) e 4 kWh. Questa energia è fornita alla ISS tramite il BCDU (Battery Charge/Discharge Units, Unità di carica/scarica della batteria) e il DCSU (Direct Current Switching Unit) rispettivamente.

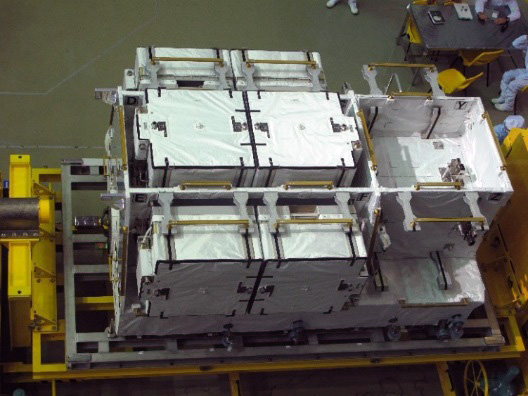
Alcune batterie Li-ion a Terra, prima di essere lanciate nello spazio per essere consegnate alla ISS

Le batterie garantiscono che la stazione non rimanga mai senza energia al fine di mantenere sempre accesi i sistemi di supporto vitale e gli esperimenti. Durante la parte di orbita illuminata, le batterie vengono ricaricate. Le batterie al nichel idrogeno e le unità di carica/scarica delle batterie (BCDU) sono state prodotte da Space Systems/Loral (SS/L), in appalto con Boeing.
Le batterie al nichel idrogeno sul segmento P6 sono state sostituite nel 2009 e 2010 con altre batterie nichel idrogeno portate dalle missioni dello Space Shuttle. Le batterie al nichel idrogeno avevano una durata progettata di 6,5 anni e potevano superare 38.000 cicli di carica/scarica al 35% di profondità di scarica. Sono state sostituite più volte durante la prevista vita utile di 30 anni della stazione. Ogni batteria aveva una dimensione di 102 cm x 91 cm x 46 cm e pesava 170 kg.
Dal 2017 al 2021, le batterie al nichel idrogeno sono state sostituite con batterie agli ioni di litio. Il 6 gennaio 2017, gli astronauti della Expedition 50 Shane Kimbrough e Peggy Whitson hanno iniziato il processo di sostituzione di alcune delle batterie più vecchie della ISS con nuove batterie agli ioni di litio. Gli astronauti della Expedition 64 Victor Glover e Michael Hopkins hanno concluso le sostituzioni il 1º febbraio 2021.
Ci sono numerose differenze tra le due tecnologie di batterie. Una differenza è che le batterie agli ioni di litio possono gestire il doppio della carica, quindi è stato necessario sostituire solo la metà delle batterie al nichel idrogeno. Inoltre, le batterie agli ioni di litio sono più piccole rispetto alle vecchie batterie al nichel idrogeno. Sebbene le batterie agli ioni di litio abbiano normalmente una durata di vita inferiore rispetto a quelle al nichel idrogeno poiché non possono sostenere tanti cicli di carica/scarica prima di subire un degrado notevole, le batterie ioni di litio della ISS sono state progettate per 60.000 cicli e dieci anni di vita utile, molto più della durata prevista di 6,5 anni delle batterie al nichel idrogeno originali.

## Gestione e distribuzione dell'energia

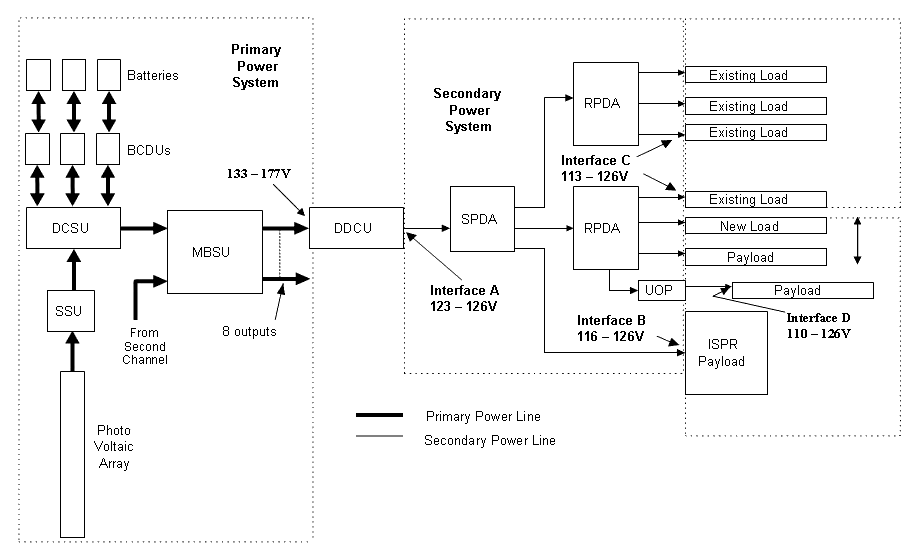
Distribuzione di energia elettrica sulla ISS

Il sottosistema di gestione e distribuzione dell'energia opera a una tensione primaria di bus impostata a Vmp, il punto di massima potenza dei pannelli solari. Al 2005, Vmp aveva il valore di 160 volt in corrente continua. Questo valore cambia nel tempo mentre i pannelli si degradano per la radiazione ionizzante. Degli interruttori controllati da microprocessori controllano la distribuzione dell'energia primaria in tutta la stazione.
I BCDU regolano la quantità di carica immessa nella batteria. Ogni BCDU può regolare la corrente di scarica di due batterie Orbital replacement unit (ciascuna con 38 celle al nichel idrogeno collegate in serie), e può fornire fino a 6,6 kW alla ISS. Durante l'insolazione, il BCDU fornisce corrente di carica alle batterie e controlla la quantità di sovraccarico. Ogni giorno, il BCDU e le batterie subiscono sedici cicli di carica/scarica. La ISS ha 24 BCDU, ciascuna del peso di 100 kg.
Le BCDU sono fornite da SS/L

### Sequential Shunt Unit (SSU)
Il progetto è lo stesso del S3R Solar Array Regulator, che fu brevettato dall'Agenzia spaziale europea i cui inventori furono Alan H. Weinberg e D. O'Sullivan nel 1974.
Ottantadue stringhe di un pannello solare separate alimentano un Sequential Shunt Unit (SSU) che fornisce una regolazione approssimativa della tensione al Vmp desiderato. Il SSU applica un carico "fittizio" (resistivo) che aumenta quando il carico della stazione diminuisce (e viceversa) così il pannello opera a tensione e carico costanti.
I SSU sono fornite da SS/L.

### Conversione DC-DC
Le DC-to-DC converter unit forniscono il sistema di alimentazione secondario a una tensione costante di 124,5 volt in corrente continua, consentendo alla tensione del bus primario di tracciare il punto di massima potenza dei pannelli solari.

### Controllo termico
Il sistema del controllo termico (Thermal Control System) regola la temperatura dell'elettronica principale di distribuzione dell'energia, delle batterie e dell'elettronica di controllo associata.

## Sistema di trasferimento di energia dalla ISS allo Shuttle
Dal 2007, il Station-to-Shuttle Power Transfer System (SSPTS) ha permesso a uno Space Shuttle attraccato alla ISS di utilizzare l'energia fornita dai pannelli solari della Stazione Spaziale Internazionale. L'utilizzo di questo sistema ha ridotto l'uso delle celle a combustibile a bordo di uno Shuttle, permettendogli di rimanere attraccato alla stazione spaziale per quattro giorni aggiuntivi.
SSPTS era un aggiornamento dello Shuttle che ha sostituito l'Assembly Power Converter Unit (APCU) con un nuovo dispositivo chiamato Power Transfer Unit (PTU). L'APCU aveva la capacità di convertire la potenza del bus principale a 28 VDC dello Shuttle a 124 VDC compatibile con il sistema di alimentazione a 120 VDC della ISS. Questo venne usato durante l'assemblaggio iniziale della stazione per aumentare la potenza disponibile dal modulo di servizio russo Zvezda. La PTU aggiunge a questo la capacità di convertire i 120 VDC forniti dalla ISS a i 28 VDC del bus principale dello Shuttle. È in grado di trasferire fino a 8 kW di potenza dalla stazione spaziale allo shuttle.
Con questo aggiornamento sia lo Shuttle che la ISS erano in grado di usare i sistemi di alimentazione l'uno dell'altra se necessario, anche se la ISS non ha più richiesto l'uso dei sistemi di alimentazione dello Shuttle.
Nel dicembre 2006, durante la missione STS-116, il PMA-2 (all'epoca all'estremità anteriore del modulo Destiny) è stato ricablato per consentire l'uso del SSPTS. La prima missione a fare uso effettivo del sistema è stata STS-118 con lo Space Shuttle Endeavour.
Solo gli Space Shuttle Discovery e Endeavour erano equipaggiati con il SSPTS. L'Atlantis era l'unico Shuttle sopravvissuto non dotato di SSPTS, quindi poteva effettuare solo missioni di durata inferiore rispetto al resto della flotta Shuttle.